# 2022年瑞典騷亂
2022年瑞典騷亂是指在2022年4月中旬在瑞典各城市爆發的一連串衝突和騷亂。事緣瑞典早前批准丹麥極右及反穆斯林政黨强硬路线的領袖拉斯穆斯·帕魯丹在該國多地舉行集會，甚至號召焚燒《古蘭經》，引起瑞典穆斯林的不滿，從而引發多宗暴力衝突。

## 背景
拉斯穆斯·帕魯丹是丹麥強硬路線黨的領袖，其觀點經常被描述為極右翼。他也是伊斯蘭教的強烈批評者，並經常試圖舉行涉及褻瀆穆斯林聖書《古蘭經》的反伊斯蘭教活動。他曾試圖在2020年時進入瑞典舉行反伊斯蘭教活動及焚燒古蘭經，但最後瑞典以「傳播仇恨」為由驅逐他出境並2年內禁止進入瑞典，但時這一決定已引發了他支持者及瑞典穆斯林的衝突，導致連場騷亂。

## 騷亂
據報導，强硬路线在4月14日在斯德哥爾摩、林雪平和北雪平舉行集會，大批反對者到場抗議並發生衝突。瑞典通訊社 TT 稱，在斯德哥爾摩郊區林克比的集會期間，强硬路线領袖帕盧丹當眾焚燒《古蘭經》，將緊張氣氛推至高峰，隨後發生了暴力事件。土耳其裔的瑞典政治家米凱爾·尤克塞爾指，帕盧丹特別選擇在穆斯林人口較多的社區和清真寺附近進行挑釁。
4月15日晚上，强硬路线再次在瑞典中部城市厄勒布魯舉行集會，並準備再次焚燒《古蘭經》，由於前一日在各城市的衝突，警方最終決定取消示威集會。但是當地已有大量反示威人士到場，氣氛緊張，最終還是觸發了騷亂及暴力衝突。瑞典警方指出，有4架警車被人放火焚毀，最少9名警員受傷及骨折，被送到醫院治療。有目擊者說，有部分示威者襲擊在場戒備的警員，向他們擲石和投擲其他硬物，並企圖衝擊警察封鎖線。雙方因此爆發激烈衝突。
4月16日，强硬路线在警方安排下，把示威活動轉移到馬爾默，但由於强硬路线還是打算再焚燒《古蘭經》，現場立即再次爆發衝突。多達100名大多數是年輕人的示威者向他們投擲石塊，又放火焚燒汽車、輪胎和垃圾箱，並在蘭斯克魯納鎮豎起了柵欄，長達45公里。儘管連日騷亂，但瑞典南部警方發言人金希爾德（Kim Hild）在4月16日表示，警方不會撤銷强硬路线的示威許可，因為「言論自由門檻在瑞典非常高」。
4月17日，一百多名强硬路线支持者聚集在蘭斯克魯納，並在那裡舉行了焚燒古蘭經的活動。抗議者不滿再次引發騷亂，他們向車輛投擲石塊和縱火，造成大量財產損失並故意阻礙交通。另外有報導指在林雪平和北雪平也再次發生暴力騷亂。

## 餘波
伊朗、伊拉克、印度尼西亞和沙特阿拉伯譴責瑞典允許帕魯丹舉行活動的決定。
瑞典總理瑪格達萊娜·安德松堅稱人們有權表達他們的意見，無論他們的品味是好是壞。但她同時也批評了帕魯丹引發了緊張局勢及譴責暴力行為。
至少有16名警察受傷和一名無關的平民受傷。